# The Herald
The Herald es un periódico escocés de gran formato fundado en 1783.The Herald es el periódico nacional más antiguo del mundo y el octavo diario más antiguo del mundo. El título se simplificó en 1992, pues su forma anterior era The Glasgow Herald. Tras la clausura del Sunday Herald, el Herald on Sunday se lanzó como  edición dominical el 9 de septiembre de 2018.